# Il libro della duchessa
Il libro della duchessa (titolo originale The Book of the Duchess) è il primo dei poemi maggiori di Geoffrey Chaucer, preceduto soltanto dal breve poema Un ABC e, forse, dalla sua versione del Roman de la Rose.
La maggior parte delle fonti indica come data di composizione gli anni dal 1369 al 1372, anche se i più recenti studi ne collocano il completamento intorno al 1368.
Alcune evidenze, peraltro controverse, suggeriscono che a ispirare Chaucer sia stato l'intento commemorativo nei confronti di Bianca di Lancaster, moglie defunta di Giovanni Plantageneto.
Alcune di queste evidenze sono contenute nelle note autografe dell'erudito e storico elisabettiano John Stowe che indicherebbero il poema come frutto di una commissione di Giovanni Plantageneto. Un'altra evidenza è la ripetuta occorrenza della parola White, una probabile allusione al nome Bianca.
Il poema narra la storia di un sogno del poeta che, vagando in una foresta, scopre un cavaliere vestito in nero: decide così di chiedergli quale fosse la sua pena. Nel corso del poema, gli eventi della storia del cavaliere divengono sempre più chiari, finché la causa del lutto viene deliberatamente dichiarata. È solo allora che il cavaliere nero si allontana dal poeta.

## Trama
Il poema inizia con la scena del poeta insonne che, sdraiato su un letto, legge una collezione di antiche storie. Vi si narra la vicenda di Ceice e di sua moglie Alcione e di come Ceice perse la vita in mare e del dolore di sua moglie per la sua assenza. Alcione, incerta sul destino del marito, pregò Giunone di farle conoscere le sorti del suo uomo attraverso una visione onirica. Giunone invia allora un messaggero per riferire a Morfeo l'ordine di riportare il corpo di Ceice ad Alcione, insieme ad un messaggio nel sonno. Morfeo trova dunque il corpo di Ceice e lo riporta alla moglie tre ore prima dell'alba. Il defunto appare ad Alcione e le chiede di dare sepoltura al suo corpo e di smettere di soffrire. Quando Alcione riapre gli occhi, Ceice è già sparito.
Il poeta interrompe la lettura indugiando a riflettere su come solo l'intervento divino di Giunone o Morfeo potrebbe, come Alcione, consegnarlo al sonno e fantastica sul giaciglio lussuoso da portare in dono a Morfeo se solo ne avesse conosciuta la dimora.
Assorto nella lettura e perso in simili pensieri, il poeta cade finalmente nel sonno con il libro tra le mani.
Comincia quindi il racconto di un sogno così pieno di meraviglie da renderne impossibile la decifrazione - dice - da parte di alcun uomo.
Lo vediamo risvegliarsi in una stanza le cui finestre sono chiuse da vetri policromi con raffigurazioni del ciclo troiano e i cui muri sono dipinti con storie del Roman de la Rose.
Sente i rumori di una caccia e abbandona la stanza e, chiedendosi chi mai sia il cacciatore, scopre trattarsi di Ottaviano. I cani vengono sguinzagliati e la caccia ha inizio lasciando indietro il poeta e un piccolo cane che egli seguirà nella foresta.
Il poeta inciampa in un albero schiantato e si imbatte in un cavaliere nero intento a comporre un canto per la morte della sua dama. Il poeta chiede al cavaliere quale sia la natura del suo dolore e quello gli racconta di aver perso la sua donna uscendo sconfitto da una partita di scacchi giocata contro la Fortuna. Il poeta non coglie la metafora e lo supplica di non turbarsi così tanto per un semplice gioco di scacchi.
Il cavaliere comincia allora a narrare le vicende di una vita spesa per intero a servire Cupido, alla continua e lunga ricerca di una donna che superasse tutte le altre e a cui dedicare il proprio amore. Il cavaliere si dilunga sulla donna dall'insuperabile bellezza e temperamento dal nome "buono, gentile, Bianco". Il poeta, fraintendendo di nuovo la metafora scacchistica, gli chiede di finire la storia per spiegare della sconfitta. Si sente così raccontare dal cavaliere della sua mancata dichiarazione d'amore e del tanto tempo che dovette trascorrere perché l'amore fosse corrisposto per durare, in perfetta armonia, per molti anni.
Il poeta ancora non comprende e chiede di sapere dove si trovi ora Bianca ed è allora che il cavaliere si lascia sfuggire la notizia della morte. Il poeta solo ora comprende cosa sia successo quando la caccia finisce ed egli si sveglia con il libro ancora nelle mani. Riflettendo sul sogno lo trova così bello da doverlo subito mettere in rima.

## Edizioni italiane
- in  Opere, traduzione di Vincenzo La Gioia, a cura di Piero Boitani ed. E. Di Rocco, Collana I millenni, Torino, Einaudi, 2000, ISBN 97-88-80-615065-5.